# Daniel Dalton
Daniel Anthony Thomas Dalton (ur. 31 stycznia 1974 w Oksfordzie) – brytyjski polityk i krykiecista, poseł do Parlamentu Europejskiego VIII kadencji.

## Życiorys
W latach 1996–2005 zawodowo grał w krykieta w różnych drużynach. Występował na pozycji praworęcznego batsmana. Zajmował się następnie działalnością trenerską, a później również polityczną. Wstąpił do Partii Konserwatywnej, pracował jako doradca grupy politycznej Europejskich Konserwatystów i Reformatorów. Został absolwentem University of Warwick oraz Coventry University.
W wyborach europejskich w 2014 bez powodzenia kandydował z ramienia torysów do Europarlamentu. Mandat poselski objął jednak 8 stycznia 2015 po śmierci Philipa Bradbourna. W PE VIII kadencji przystąpił do frakcji konserwatywnej.